# Iceage
 Denne artikel omhandler bandet. For animationsfilmen, se Ice Age.
Iceage er et dansk punkband, der blev dannet i 2008. Bandet fik i januar 2011 stor medieopmærksomhed og blev udråbt som en genoplivning af den danske punkscene i forbindelse med udsendelsen af deres debutalbum New Brigade. Et album, der af musikbladet Soundvenue blev betegnet som "muligvis det vigtigste danske album siden Klichés Supertanker". Bandet består af de fire musikere Elias Bender Rønnenfelt (vokal), Jakob Tvilling Pless (bas), Johan Suurballe Wieth (guitar), Dan Kjær Nielsen (trommer) og Casper Morilla (guitar).
Iceage spillede bl.a. på Roskilde Festival og A Scream in the Dark festivalen i 2010. Bandet spillede opvarmning til post-punk pionererne Wire i Vega den 9. marts 2011. Senere i 2011 var Iceage på en omfattende turné i USA og Canada, startende i New York, i forbindelse med udgivelsen af deres debutalbum på et amerikansk pladeselskab.
Ved uddelingen af Årets Steppeulv 2012 modtog Iceage prisen som "Årets Håb".
Den 7. maj 2021 udgav Iceage deres femte studiealbum kaldet Seek Shelter.

## Medlemmer
- Elias Bender Rønnenfelt – vokal, guitar (født 24. marts 1992)[3]
- Johan Surrballe Wieth – guitar, baggrundsvokal (født 13. september 1991) [3]
- Jakob Tvilling Pless – bas (født 10. november 1992) [3]
- Dan Kjær Nielsen – trommer (født 11. oktober 1991) [3]
- Casper Morilla – guitar (født 31. marts 1985), kom med i 2019

## Diskografi
Studiealbums
- New Brigade (2011)
- You're Nothing (2013)
- Plowing Into the Field of Love (2014)
- Beyondless (2018)
- Seek Shelter (2021)

EP'er
- Iceage (2009)
- Lower / Iceage (2013; split)
- To the Comrades (2013)

Singler
- "New Brigade" (2010)
- "Broken Bone" (2011)
- "White Rune" (2011)
- "Ecstasy" (2013)
- "Wounded Hearts" (2013)
- "The Lord's Favorite" (2014)
- "Catch It" (2018)
- "Pain Killer" (2018)
- "Take It All" (2018)
- "The Day the Music Dies" (2018)
- "Hurrah" (2018)
- "Lockdown Blues" (2020)
- "The Holding Hand" (2021)
- "Vendetta" (2021)

Livealbums
- Coalition (2011)
- Live, April Fools Day (2014)
- Live 2014 (2015)